# Sebastià Torres i Planas
Sebastià Torres i Planas fou un polític barceloní. Era un terratinent amb propietats a la Guinea Espanyola i propietari de la finca de Can Camp (l'Ametlla del Vallès).
El 1898 ingressà en la política quan organitzà i presidí la Lliga de Defensa Comercial i Industrial. El novembre de 1898, endemés, signà tant el manifest de la Junta Regional d'Adhesions al Programa del general Polavieja com el Missatge a la Reina Regent. El juny de 1899 va dirigir el moviment del Tancament de Caixes contra la llei del ministre Raimundo Fernández Villaverde. El 1901 participà en la fundació de la Lliga Regionalista, amb la que va formar part de la candidatura anomenada dels quatre presidents i amb la que fou elegit diputat per Barcelona a les eleccions generals espanyoles de 1901.
A l'Ametlla del Vallès va finançar la construcció de l'edifici per a les escoles públiques, un edifici de Joaquim Raspall de 1910 convertit posteriorment en l'ajuntament de la vila.